# Alexander Hill (Ruderer)
Alexander Hill OAM (* 11. März 1993 in Berri) ist ein australischer Ruderer, der 2016 Olympiazweiter und 2021 Olympiasieger mit dem Vierer ohne Steuermann war.

## Sportliche Karriere
Hill begann 2009 mit dem Rudersport. Bei den Junioren-Weltmeisterschaften 2011 gewann er den Titel im Vierer mit Steuermann. 2012 erruderte er mit dem Achter die Bronzemedaille bei den U23-Weltmeisterschaften. In Sydney debütierte er 2013 im Ruder-Weltcup mit einem zweiten Platz im ungesteuerten Vierer. Zusammen mit Angus Moore gewann er im Zweier ohne Steuermann die Silbermedaille bei den U23-Weltmeisterschaften, bei den Weltmeisterschaften 2013 in der Erwachsenenklasse belegte Hill mit dem australischen Achter den siebten Platz.
2014 gewann der australische Achter mit Alexander Hill beim Weltcup-Auftakt in Sydney, bei den Weltmeisterschaften 2014, erreichte die Crew wie 2013 den siebten Platz. 2015 wechselte Hill in den Vierer ohne Steuermann. Nach dem Sieg beim Weltcup in Luzern belegten William Lockwood, Joshua Dunkley-Smith, Spencer Turrin und Alexander Hill bei den Weltmeisterschaften den zweiten Platz hinter dem italienischen Vierer. 2016 rückte Joshua Booth für Turrin in den Vierer, der hinter den Briten aber vor den Italienern die Silbermedaille bei den Olympischen Spielen 2016 erkämpfte.
In der nacholympischen Saison 2017 ruderte Alexander Hill erfolgreich im Vierer und Achter beim Ruder-Weltcup. Bei den Weltmeisterschaften in Florida ging er im Vierer ohne Steuermann mit Joshua Hicks, Spencer Turrin und Jack Hargreaves an den Start und gewann die WM-Goldmedaille. 2018 siegte der australische Vierer in der gleichen Besetzung wie im Vorjahr bei den Weltcup-Regatten in Linz und Luzern und auch bei den Weltmeisterschaften in Plowdiw. Bei den Weltmeisterschaften 2019 belegte der australische Vierer den sechsten Platz. 2021 bei den Olympischen Spielen in Tokio siegte der australische Vierer ohne Steuermann mit Alexander Purnell, Spencer Turrin, Jack Hargreaves und Alexander Hill mit 0,37 Sekunden Vorsprung vor den Rumänen.
Bei den Weltmeisterschaften 2022 in Račice u Štětí trat Hill mit Harley Moore im Zweier ohne Steuermann an und erruderte den fünften Platz. Ein Jahr später bei den Weltmeisterschaften in Belgrad traten Purnell, Turrin, Hargreaves und Hill im Vierer an und wurden Fünfte. Bei den Olympischen Spielen 2024 in Paris bildeten Timothy Masters, James Daniel Robertson, Fergus Hamilton und Alexander Hill den australischen Vierer ohne Steuermann und erreichten den sechsten Platz.
Der 1,94 m große Alexander Hill rudert für den Adelaide Rowing Club.
Für seine Verdienste um den Sport als Goldmedaillengewinner bei den Olympischen Spielen in Tokio wurde er 2022 mit der Medaille des Order of Australia ausgezeichnet.